# زر الهمبرغر

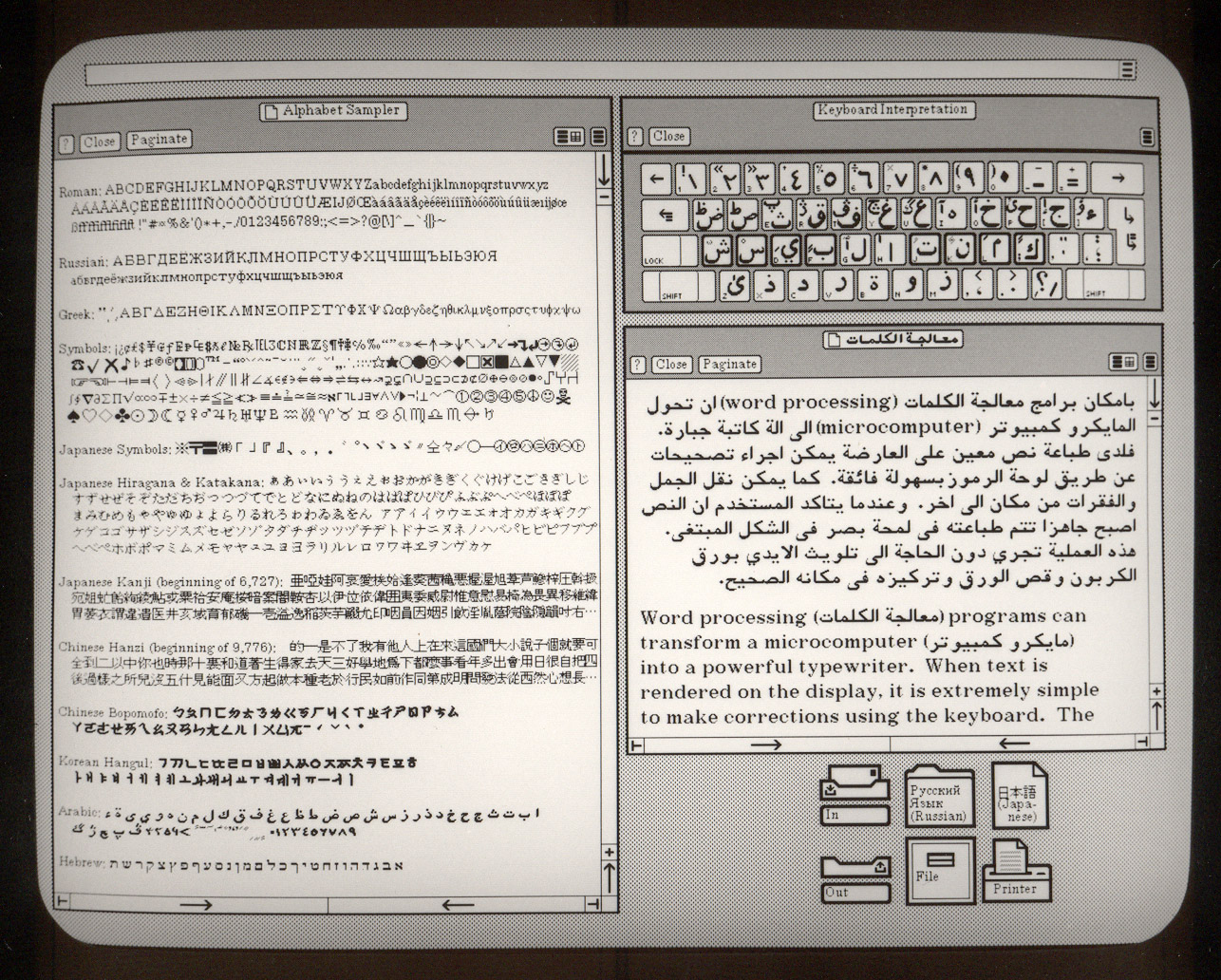
يمكن رؤية النسخ الأولية من زر الهامبرغر في واجهات المستخدم الرسومية لجهاز زيروكس ستار في الثمانينيات

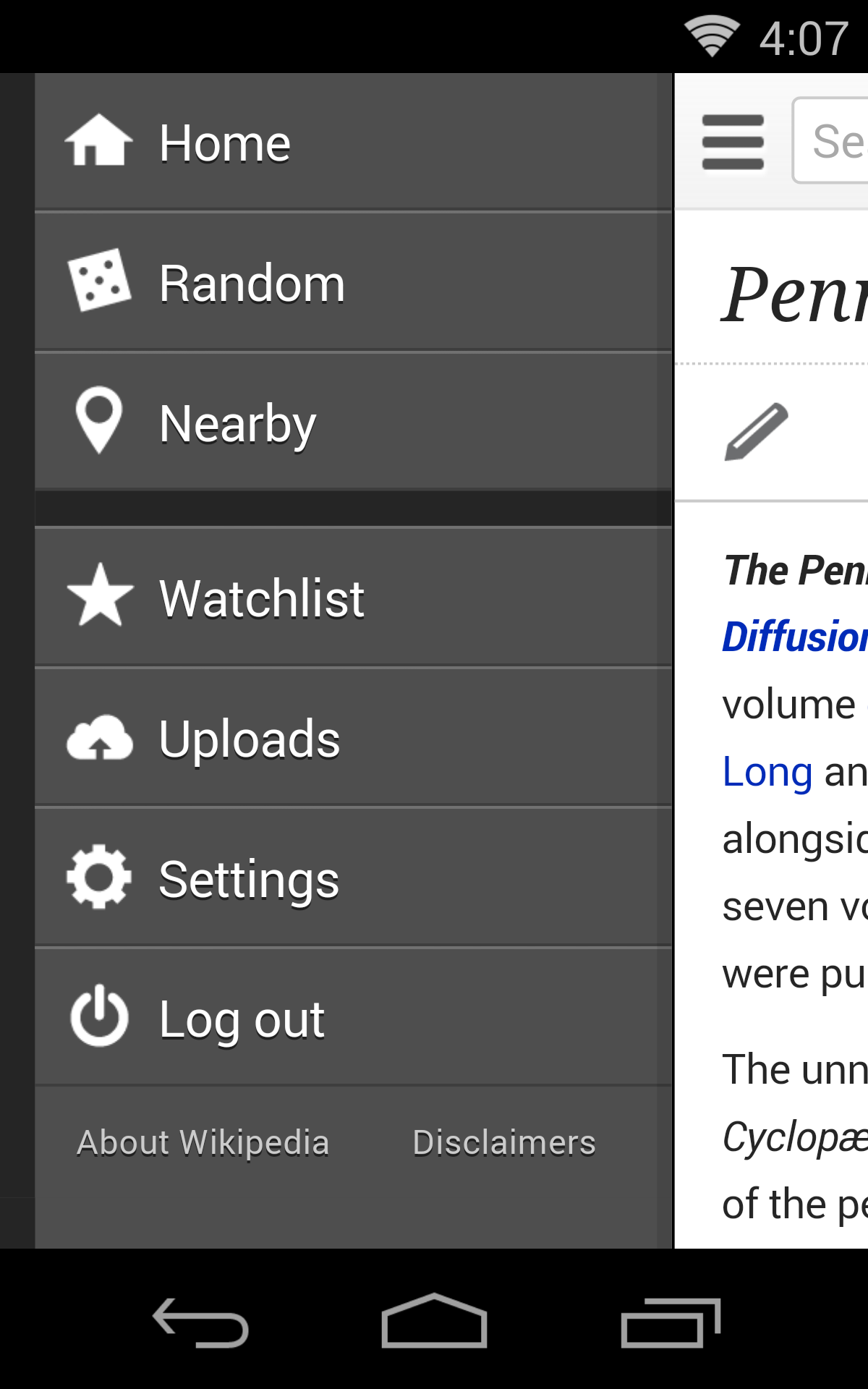
لقطة من لتطبيق ويكيبيديا موبايل مع أيقونة همبرغر التي تفتح القائمة

 زر الهمبرغر  أو زر القائمة المضغوطة زر في واجهة المستخدم الرسومية تتألف أيقونته من ثلاثة خطوط أفقية متوازية (تظهر بشكل ☰). كثيرا ما توضع في الجزء العلوي الأيسر أو الأيمن من واجهة المستخدم وسمي بهذا الاسم لأنه يشبه تصويرا للهمبرغر.

مثال على أيقونة قائمة "الهمبرغر"
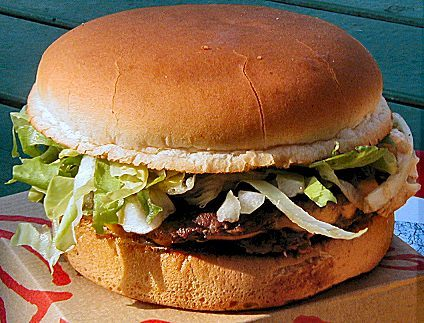
صورة همبرغر

النقر على زر الهمبرغر بالعادة يفتح قائمة بالصفحات أو الخيارات. انتُقِدت أزرار الهمبرغر من قبل تك كرانش بسبب «سوء اختيار التصميم» في التطبيقات على الأجهزة المحمولة.
تم تصميمه الأيقونة من قبل نورك كوكس كجزء من واجهة المستخدم لزيروكس ستار.